# Момир Пуцаревић
Момир Пуцаревић (Дрмановићи, код Нове Вароши, 1918 — Ливно 6. јул 1942) био је учесник Народноослободилачке борбе и народни херој Југославије.

## Биографија
Рођен је 1918. године у селу Дрмановићи, у имућној сељачкој породици.
Основну школу је завршио у родном месту, а гимназију у Новој Вароши. Вишу и Велику матуру завршио је у Ужицу након чега је уписао Војну академију.
Године 1940. је постао инжињеријски потпоручник и био је у активном саставу све до окупације. Почетком рата ступио је у Златaрски партизански одред. Крајем децембра 1941. постављен је за заменика командира чете, а почетком 1942. За команданта Првог златарског батаљона Треће санџачке бригаде.
У борби за Ливно [6. јула 1942. његов батаљон је добио задатак да уништи неколико непријатељских утврђења. Ту је тешко рањен, а недуго затим и умире, у 24. години живота.
Указом Президијума Народне скупштине ФНР Југославије 20. децембра 1951. проглашен је за народног хероја.
Основна школа у Акмачићима, код Нове Вароши носи његово име.
Кућа народног хероја Момира Пуцаревића проглашена је за непокретно културно добро Републике Србије. Налази се у селу Дрмановићи и под заштитом је Завода за заштиту споменика културе Краљево.

## Галерија
- ОШ „Момир Пуцаревић”
- Биста Момира Пуцаревића
- Биста Момира Пуцаревића
- Спомен-плоча испред школе
- Орден народног хероја